# Căile Ferate Azere
Căile Ferate Azere (în azeră Azərbaycan Dəmir Yolları, acronim ADY) este compania națională de transport feroviar a Azerbaidjanului. ADY a devenit unul dintre succesorii Căilor Ferate Sovietice după prăbușirea Uniunii Sovietice și proclamarea independenței Azerbaidjanului în 1991. Sediul central al ADY este în orașul Baku, capitala Azerbaidjanului.
Sunt în exploatare 2.918 km de cale, din care 2.117 km (72%) de cale simplă, 815 km (28%) de cale dublă, 1.272 km (43%) de linii electrificate și 1.646 km (57%) de linii neelectrificate deservite de 176 de stații. Căile ferate din Azerbaidjan folosesc ecartamentul rusesc de 1.520 mm, care este o moștenire a epocii țariste și a epocii sovietice. Electrificarea este făcută la o tensiune de 3 kV CC.